# Noesis (revista)
Noesis es una revista de filosofía publicada por el Centro de Investigación en Historia de las Ideas, laboratorio de filosofía de la Universidad de Niza-Sophia Antipolis. La revista se publica por números temáticos, que llevan entre otros los siguientes temas :
- Lógica y epistemología,
- Filosofía política,
- Estética,
- Fenomenología y hermenéutica.

## Política editorial
La revista está disponible en el portal OpenEdition Journals y está editada bajo código libre CMS.
Noesis tiene un ritmo de aparición bianual. Los números son accesibles en texto integral en acceso abierto tras de plazo de restricción de dos años.

### Números aparecidos
- n° 1. Phenomenologica-Hellenica
- n° 2. Pourquoi a-t-on tué les Sophistes ?
- n° 3. La métaphysique d’Emmanuel Lévinas
- n° 4. L’antique notion d’inspiration
- n° 5. Forme et crise de la rationalité (deux tomes)
- n° 6. Les idéaux de la philosophie
- n° 7. Philosophie et poésie
- n° 8. La « Scienza Nuova » de Giambattista Vico
- n° 9. Heidegger et les sciences
- n° 10 (2006). Nietzsche et l’humanisme
- n° 11 (2007). Art et politique
- n° 12 (2007). Corps et sacré
- n° 13 (2008). Quine, Whitehead, et leurs contemporains
- n° 14 (2008). Sciences du vivant et phénoménologie de la vie
- n° 15 (2009). Le savoir peut-il se passer de rhétorique ?
- n° 16 (2010). L’affectivité. Perspectives interdisciplinaires
- n° 17 (2010). Les sciences peuvent-elles se passer de leur histoire
- n° 18 (2011). La barbarie
- n° 19 (2012). Penser avec Daniel Charles
- n° 20 (2012). La rationalité de la science économique
- n° 21 (2013). La philosophie, la traduction, l’intraduisible
- n° 22-23 (2013-2014). Éthique et esthétique de l’authenticité
- n° 24-25 (2014-2015). Philosophie et religion aujourd'hui
- n° 26 (2016). Nicolas de Cues
- n° 27 (2016). Les limites de la bioéthique